# Bezirk Inn
Der Bezirk Inn (rätoromanisch District da l'Enⓘ) war bis zum 31. Dezember 2016 eine Verwaltungseinheit des Kantons Graubünden in der Schweiz. Er wurde durch die Region Engiadina Bassa/Val Müstair ersetzt.
Der Bezirk Inn umfasste das Unterengadin und das Münstertal.

## Die Gemeinden des ehemaligen Bezirks Inn
| Wappen      | Gemeindename | PLZ                  | Einwohner (31. Dezember 2023) | Fläche in km² | Einwohner pro km² | Kreis       |
| ----------- | ------------ | -------------------- | ----------------------------- | ------------- | ----------------- | ----------- |
| Val Müstair | Val Müstair  | 7532–7537            | 1422                          | 198,65        | 7                 | Val Müstair |
| Samnaun     | Samnaun      | 7562–7563            | 755                           | 56,28         | 13                | Ramosch     |
| Valsot      | Valsot       | 7556–7560            | 811                           | 158,95        | 5                 | Ramosch     |
| Zernez      | Zernez       | 7530, 7542–7543      | 1579                          | 344,04        | 5                 | Sur Tasna   |
| Scuol       | Scuol        | 7545-7546, 7550-7554 | 4572                          | 438,61        | 10                | Suot Tasna  |
| Total (5)   | Total (5)    | Total (5)            | 9175                          | 1196,53       | 8                 |             |

## Veränderungen im Gemeindebestand

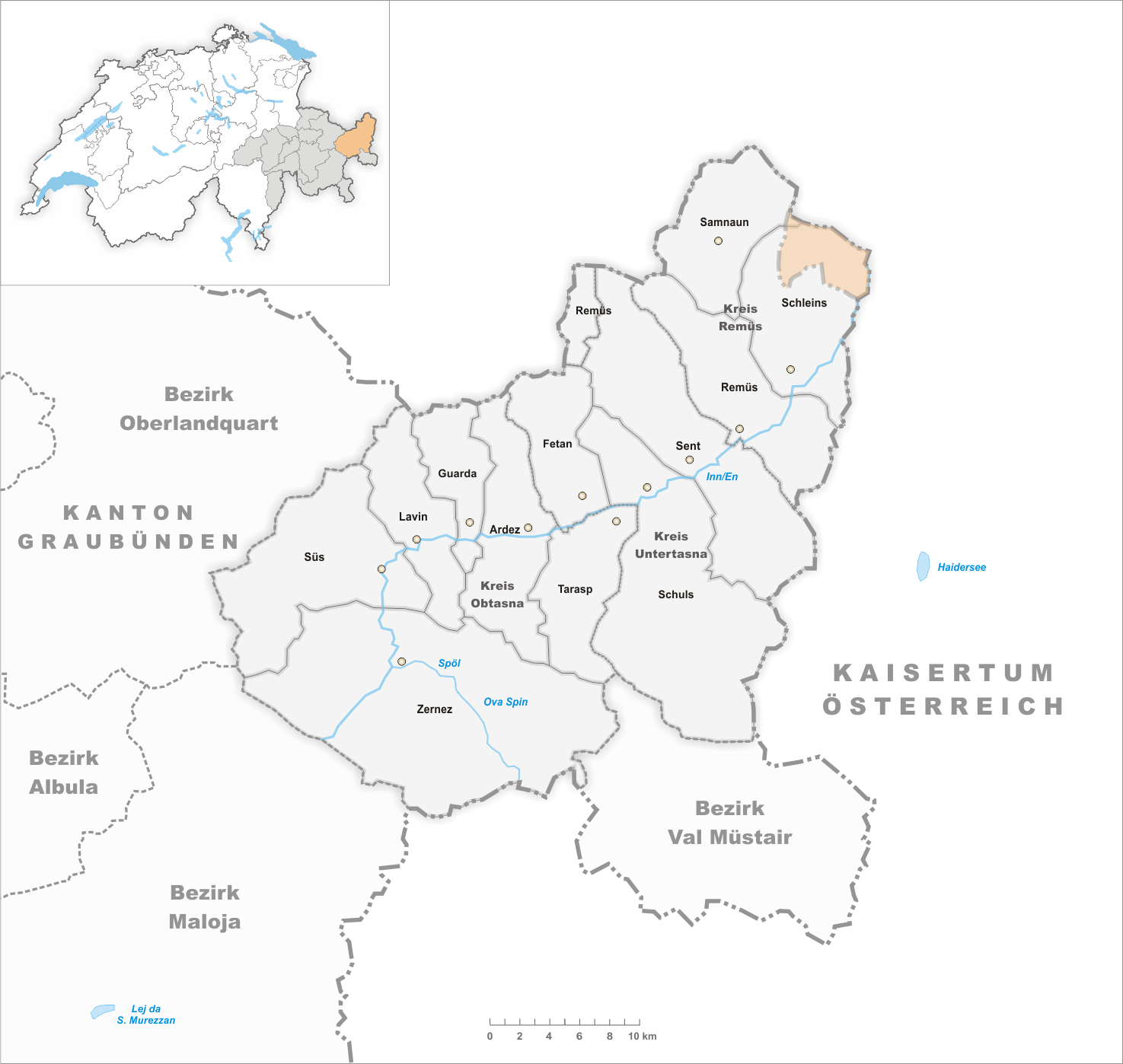
Gemeinden bis 1867
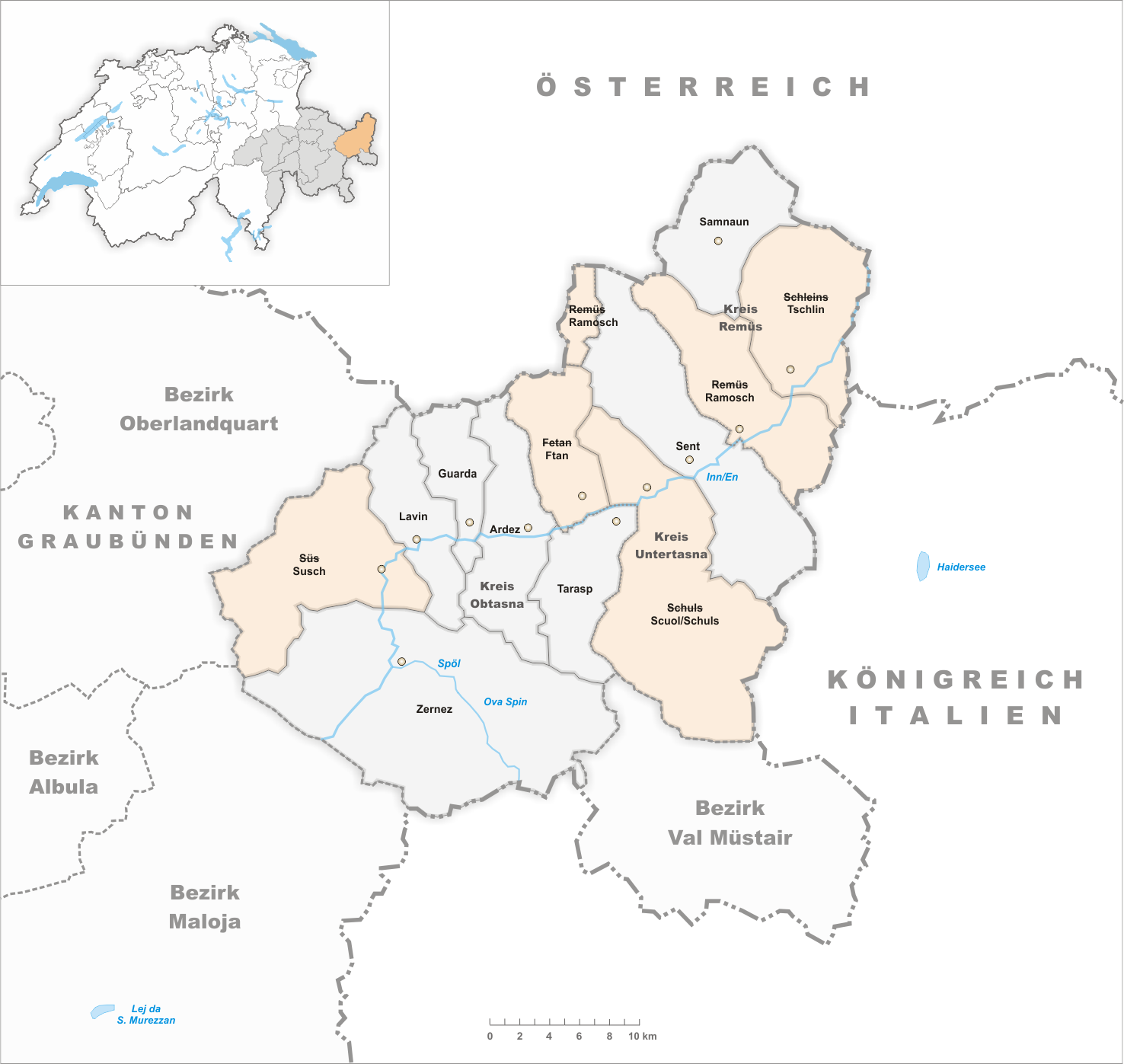
Gemeinden bis 1942
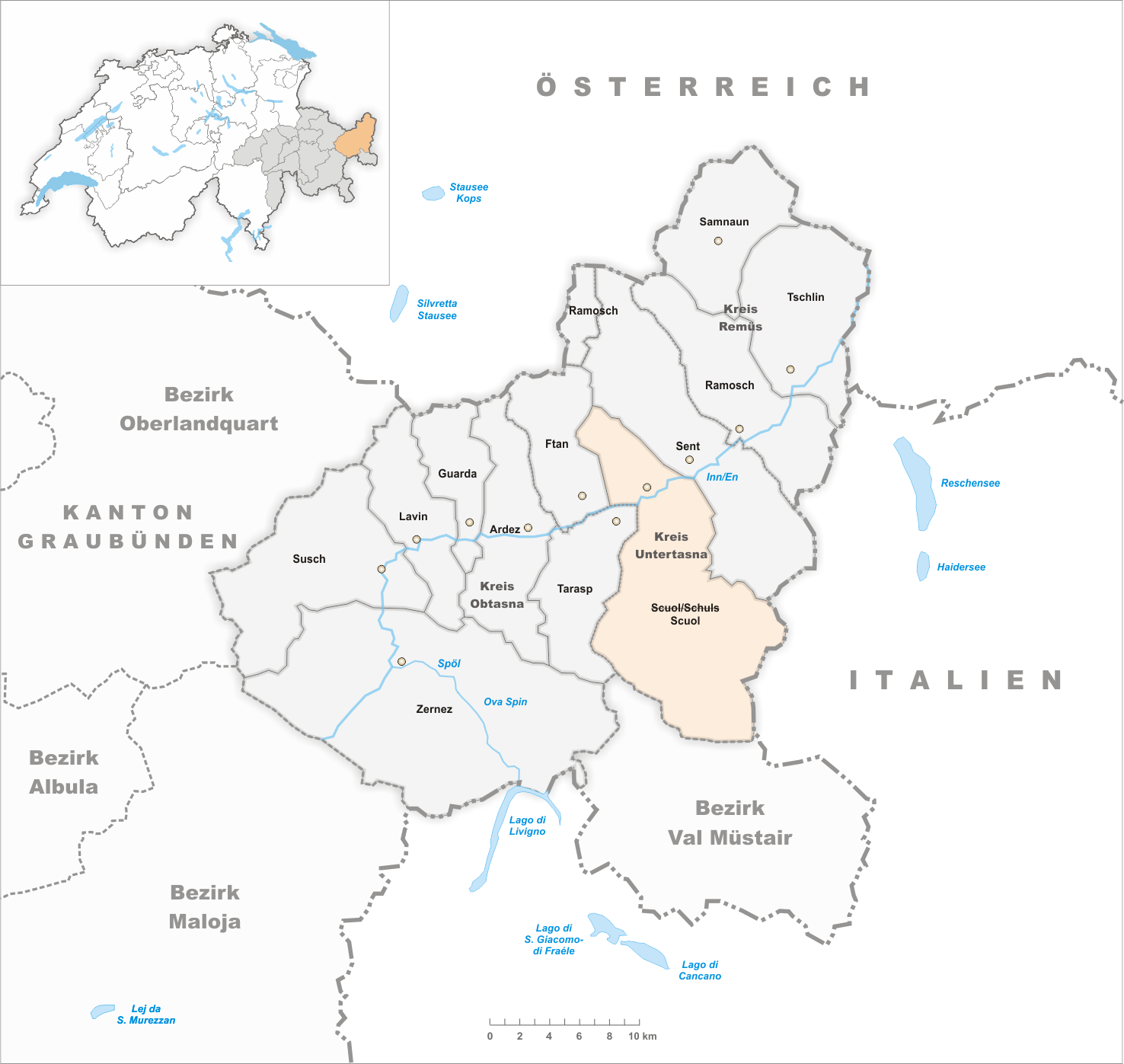
Gemeinden bis 1969
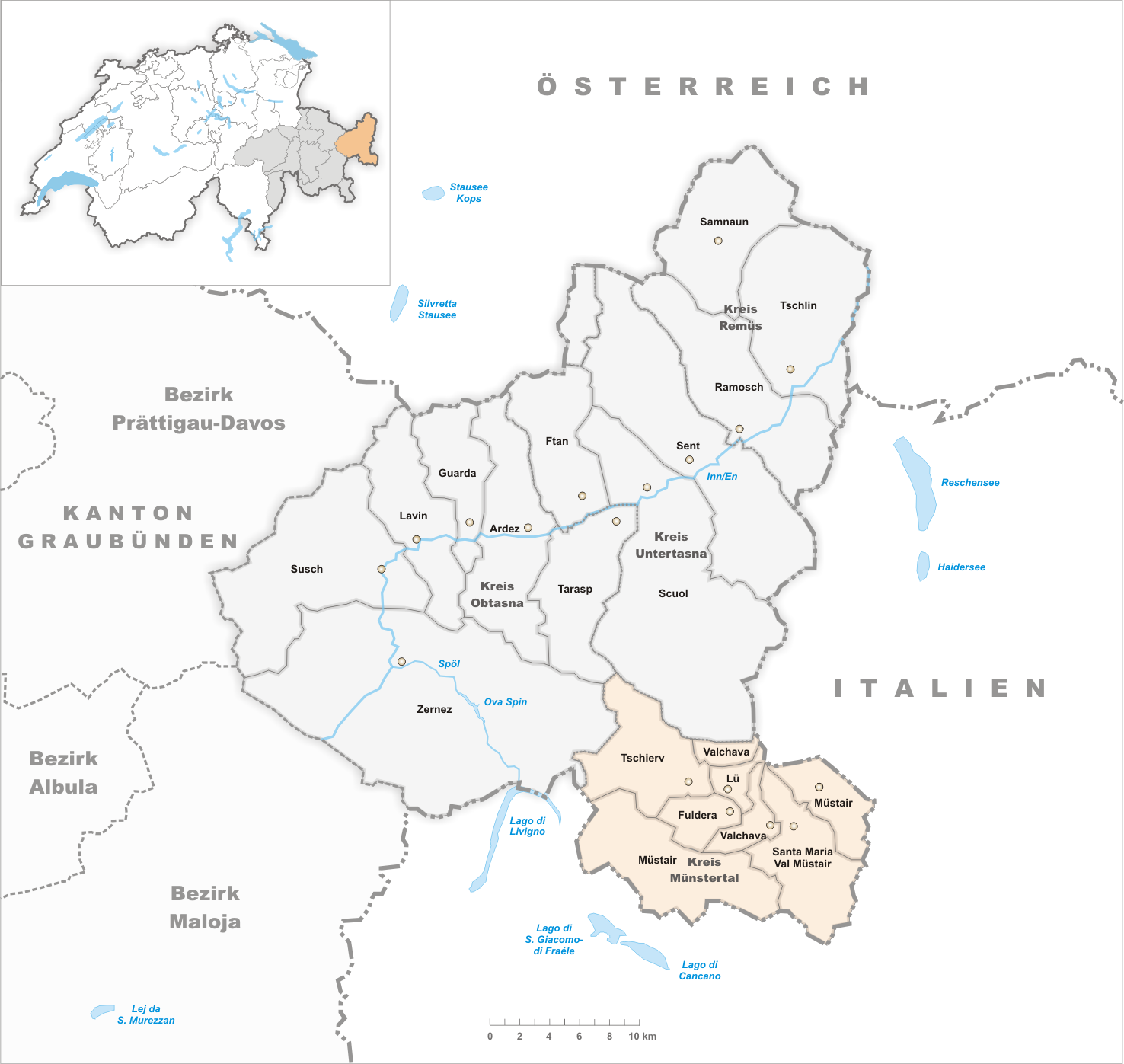
Gemeinden ab 2001
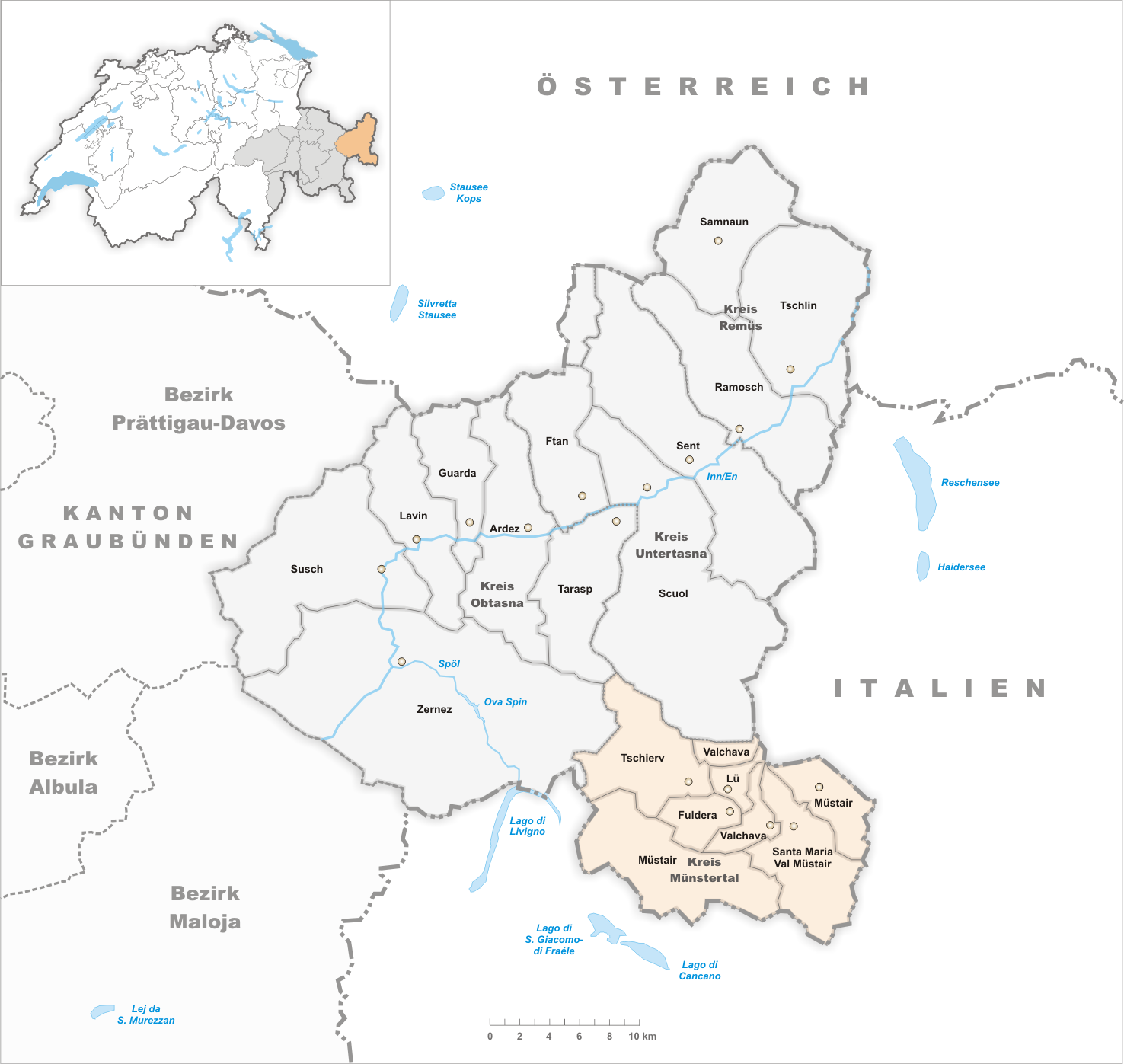
Gemeinden bis 2008
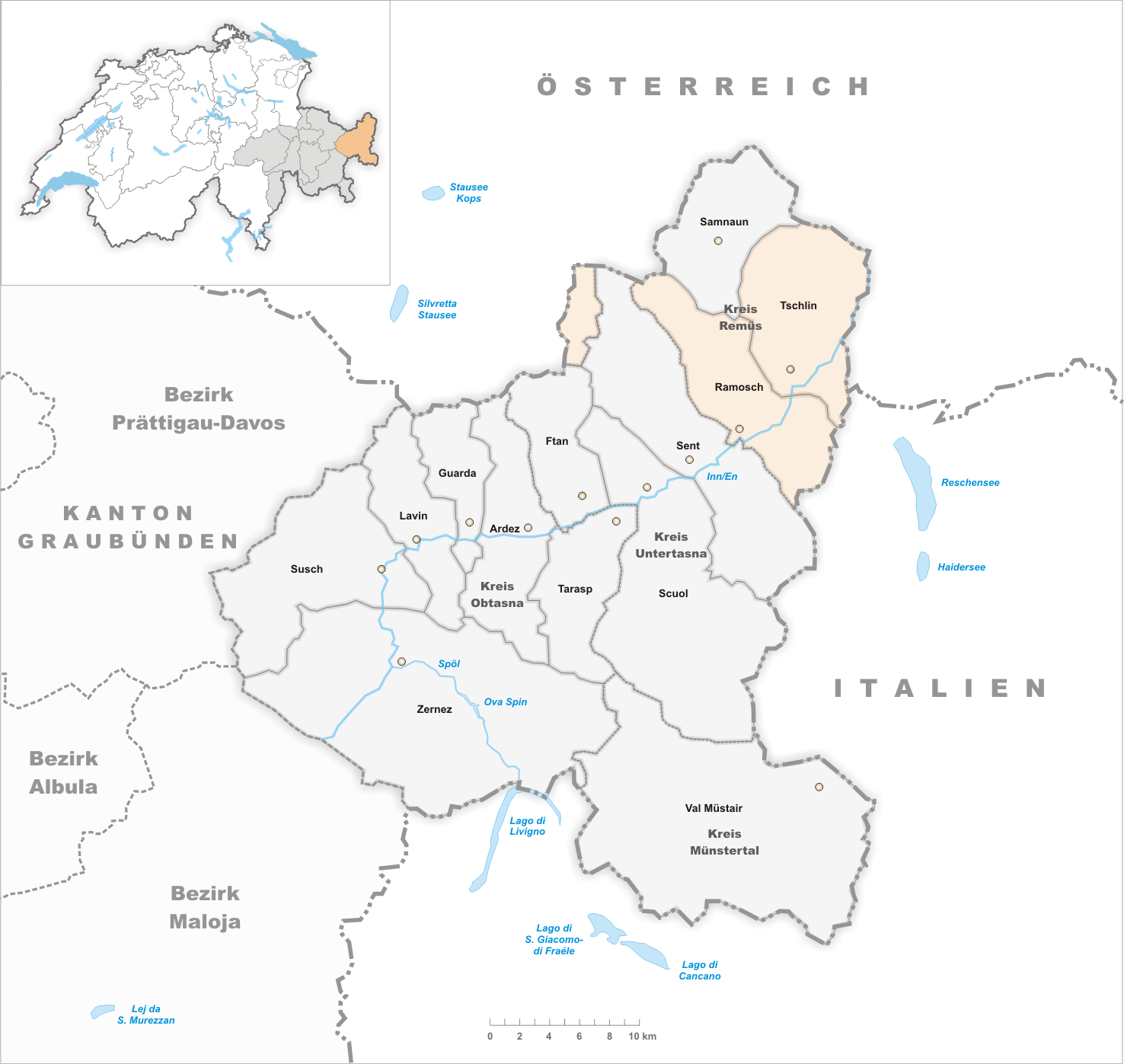
Gemeinden bis 2012
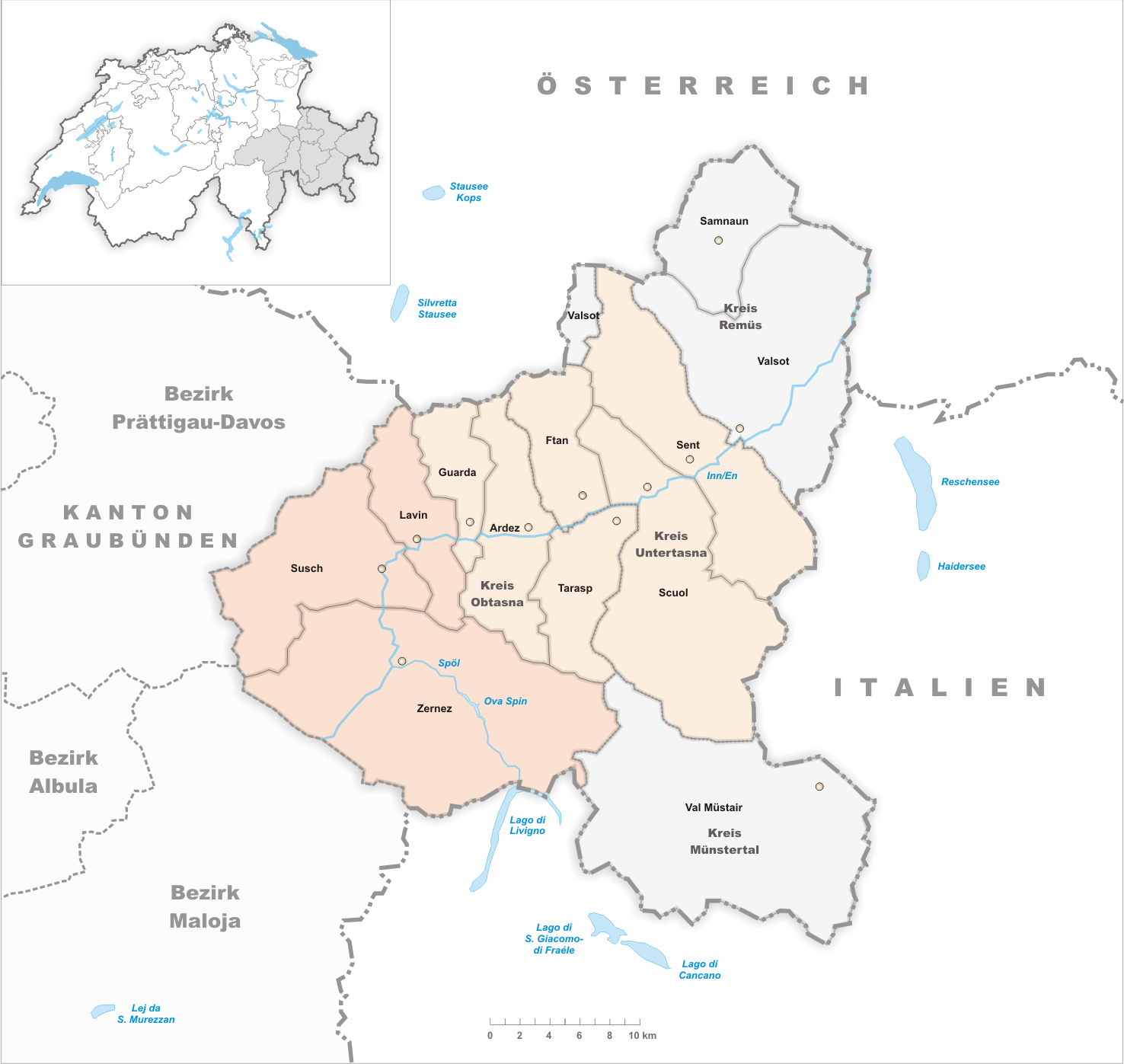
Gemeinden bis 2014

- 1868: Klärung der Zugehörigkeit des Novellabergs: Gebiet wird der Schweiz zugesprochen
- 1943: Namensänderung von Fetan → Ftan
- 1943: Namensänderung von Remüs → Ramosch
- 1943: Namensänderung von Schleins → Tschlin
- 1943: Namensänderung von Schuls → Scuol/Schuls
- 1943: Namensänderung von Süs → Susch

- 1970: Namensänderung von Scuol/Schuls → Scuol

- 2001: Bezirkswechsel aller Gemeinden aus dem ehemaligen Bezirk Val Müstair → Bezirk Inn

- 2009: Fusion Tschierv, Fuldera, Lü, Valchava, Santa Maria Val Müstair und Müstair → Val Müstair

- 2012: Fusion Ramosch und Tschlin → Valsot

- 2015: Fusion Ardez, Ftan, Guarda, Scuol, Sent und Tarasp → Scuol
- 2015: Fusion Lavin, Susch und Zernez → Zernez